# Sven Lagerström
Sven Torsten Lagerström, född 11 maj 1945, är en svensk författare och frilansande förlagsredaktör. Han har bland annat skrivit boken Syndikalismen (Federativs förlag 1984, omarbetad upplaga 1996), som är en grundbok om den svenska syndikalistiska rörelsen, dess människosyn, samhällsuppfattning, mål och medel. Han var ordförande vid SAC:s kongresser 1983, 1987, 1990 och 1994 men har aldrig varit anställd inom den syndikalististiska organisationen.
Sven Lagerström medverkade i antologin Vår väg (Miljöförbundet 1980) med artikeln "Vad ska vi med arbete till?". I sitt arbete på Dalarnas forskningsråd har han bland annat gett ut Odlingslandskapets villkor (DFR-rapport 1989:2) och Service på landsbygden (DFR-rapport 1995:6).
Som frilansande förlagsredaktör har han arbetat för Federativs förlag, Miljöförbundet och Gidlunds förlag.
Sven Lagerström är son till Ragnar Lagerström och bror till Tomas Lagerström.